# Richard Stearns
Richard Edwin Stearns (ur. 5 lipca 1936) – amerykański informatyk, którego uważa się za współtwórcę (wraz z Jurisem Hartmanisem) teorii złożoności obliczeniowej, za co obaj otrzymali nagrodę Turinga w 1993 roku.